# Test Drive Unlimited 2
Test Drive Unlimited 2 (TDU2) es un videojuego de carreras desarrollado por Eden Games y publicado por Atari para Microsoft Windows, PlayStation 3 y Xbox 360. Es la secuela del videojuego de 2006 Test Drive Unlimited y la decimonovena entrega de la serie Test Drive y se lanzó el 8 de febrero de 2011 en América del Norte.
La historia del juego gira en torno a un corredor desconocido a quien se le ofrece la oportunidad de participar en una serie de torneos para eventualmente convertirse en el ganador de la ficticia Solar Crown Cup al derrotar a varios oponentes en varios eventos de carreras.
Test Drive Unlimited 2 incluye una variedad de caminos en un entorno de mundo abierto que consta de dos islas, con efectos meteorológicos dinámicos en ciclos diurnos y nocturnos. El juego cuenta con autos deportivos y motos basados en modelos de un puñado de fabricantes, así como SUV con tracción en las cuatro ruedas.
El juego sería seguido por una secuela directa en forma de reinicio titulada Test Drive Unlimited Solar Crown, anunciada en 2020.

## Jugabilidad
El juego presenta tres categorías principales de vehículos y cada vehículo también pertenece a una subcategoría según la calidad: A para autos de asfalto modernos (A7 a A1), B para vehículos todoterreno (B4 a B2), que es una característica nueva en Test Drive Unlimited 2, y C para autos clásicos (C4 a C1), con una categoría M adicional para motocicletas (incluida en DLC). La subcategoría del vehículo se indica en forma de número; cuanto menor sea el número, mayor será la calidad.
Además de las competiciones y retos de velocidad, los jugadores definen sus personalidades en línea a través de la personalización de sus avatares y vehículos, la compra de propiedades, ropa y otros accesorios propios de un estilo de vida internacional de lujo. En esta nueva edición se encuentran muchas novedades; tipos de carreras, marcas de vehículos, desafíos atmosféricos, lugares.
Para participar en la competición Solar Crown, el jugador deberá completar las pruebas de la escuela de carreras para obtener las licencias de conducir de cada categoría las cuales serán dirigidas por los respectivos instructores: Marco Luzzini de la categoría A, Jane O'Mahan de la categoría B y Todd Bishop de la categoría C.

### Puntos de experiencia
Para avanzar en el transcurso del juego, los jugadores deben ganar puntos de experiencia para subir de nivel a través de los sesenta niveles. Estos puntos se pueden obtener a través de cuatro categorías:
- Competición: carreras, completar desafíos.
- Social: hacer amigos en el juego, competir contra otras personas, unirse a clubes.
- Descubrimiento: descubrir todos los caminos, tomar fotografías de lugares específicos, encontrar todos los accidentes automovilísticos.
- Colección: compra de vehículos, casas, muebles, ropa y otras necesidades.

### Desafíos de un jugador
Los jugadores pasarán por pruebas en la competición Solar Crown, que consiste en desafíos en distintas disciplinas de carrera, aunque para competir en cada clase de coche, los jugadores tendrán que pasar por escuelas de carreras. También están presentes varias misiones disponibles en cada isla, así como lugares para tomar fotografías.

### Desafíos multijugador
El juego iene un modo en línea similar al del juego anterior: conducción en modo libre. Durante el modo libre, hasta ocho jugadores pueden unirse a una sesión al mismo tiempo. La capacidad de caminar también está presente en el nuevo lobby de carreras, casas y tiendas. Mientras se espera a que todos los jugadores estén listos para competir, se pueden examinar los autos de los otros jugadores. Además, los jugadores pueden usar la conducción conjunta para sentarse en el asiento del auto de otro jugador y mostrar o que se les muestren diferentes atajos. Los jugadores también pueden unirse para formar clubes.
Los servidores en línea del juego dejaron de funcionar en noviembre de 2018, deshabilitando el modo multijugador en línea y la expansión TDU2: Casino Online. [ 6 ] Sin embargo, los modders restauraron la funcionalidad en línea de la versión de Microsoft Windows a través de mods como TDU World, TDUniverse y el más grande de los tres, Project Paradise 2.

### Tráfico y policía
Al igual que en Test Drive Unlimited, si un jugador desencadena una persecución policial mediante choques de tránsito, su barra de infracciones de tránsito aumentará y eventualmente, la policía los perseguirá, utilizando tácticas que incluyen bloqueos de carreteras y pulsos electromagnéticos (PEM). Los jugadores alcanzan diferentes niveles de delincuentes si logran evadir las persecuciones policíacas.
En modo multijugador, otros jugadores también pueden unirse a la persecución, ya sea como compañeros de carrera que intentan escapar de la policía o como oficiales de policía que tras recibir una llamada policíaca, intentarán acudir a la persecución para arrestar a los corredores. [ 4 ] [ 5 ]

### TDU2: Casino Online
El juego también cuenta con un DLC de pago adicional conocido como TDU2: Casino Online. Es accesible desde el inicio del juego, el casino incluye ruleta, blackjack, máquinas tragamonedas, entre otros juegos. El jugador puede transferir su moneda Unlimited 2 del juego a fichas de casino para jugar los juegos. En TDU2 siempre están "en directo", tendrán actualizaciones de contenido automática en segundo plano como nuevos contenidos, desafíos y opciones que se integrarán dinámicamente en el juego a medida que el mundo vaya evolucionando con el paso del tiempo. Todo un nuevo modo "fuera del coche" en el que pueden pasear en espacios compartidos interactuando con otros jugadores. Los nuevos clubs creados por los jugadores serán ahora una parte importante en el juego. Si juegan en un nuevo co-op, seguirán al líder, manteniendo la distancia y mejorar tu experiencia en el mundo de las redes sociales.
Desde que los servidores cerraron en noviembre de 2018, el DLC Casino ya no es accesible oficialmente, pero se han restaurado algunas funciones a través de varios mods de servidores privados.

## Argumento
El personaje del jugador es un aparcacoches en quiebra que trabaja en Ibiza para Tess Wintory, anfitriona del Solar Crown 2011, un campeonato de carreras muy popular. Tess regaña al jugador por llegar tarde; considera despedirlo, pero como es un entusiasta de los coches, lo piensa mejor y le pide que la acompañe al club de San Antonio Abad, a cambio de inscribirlo en el Solar Crown. De camino al club, Tess explica que uno de los corredores se retiró, dejando un puesto vacante para el jugador. La propia Tess también es concursante del campeonato e inscribe al jugador para frenar la competencia.
En el club, Tess presenta al Jugador a los espectadores de Solar Crown. Explica que deben obtener licencias de carreras para cada clase de vehículo, a fin de participar legalmente en las carreras y desafíos de la clase respectiva. Presenta al Jugador a Todd Bishop, un instructor de manejo de la escuela de carreras de autos clásicos, quien los lleva a un concesionario de autos usados. Allí, el Jugador elige un auto y Todd los lleva a una caravana en ruinas, que se convierte en la casa del Jugador.
A lo largo del juego, el jugador irá escalando posiciones en el campeonato. Puede utilizar el dinero que gane en las carreras para comprar casas, coches (que son necesarios para determinadas carreras) y ropa en concesionarios y tiendas de las islas. Los demás participantes del torneo también desafiarán al jugador en carreras uno a uno, poniendo en juego sus queridos coches. Tras alcanzar un nivel moderado en la competición, el campeonato se traslada a Oahu.
Tess y su padre, Stuart Wintory, otro participante y patrocinador del torneo, no quieren perder contra un novato y manipulan la competencia para evitar que el Jugador gane. El campeonato termina con una carrera contrarreloj colosal alrededor de Oahu, donde el Jugador se convierte en el ganador final de la Corona Solar.

## Entorno
Test Drive Unlimited 2 toma lugar en la isla de Ibiza (una de las Islas Baleares del territorio de España) y en Oahu, Hawái (que regresa del primer juego), ambas localizaciones que fueron creadas a partir de fotografías satelitales reales para su modelado y cada isla tiene carreteras asfaltadas y rutas todoterreno, lo que se traduce en que aproximadamente dos tercios de todas las carreteras son carreteras asfaltadas y la longitud total de la carretera supera los 3000 kilómetros (1864 millas), [ 3 ] lo convierten en el videojuego no procedural más extenso que se haya creado. Las carreras del juego son similares a las del juego anterior y hay tres copas de campeonato, para cada clase de vehículo y ganar en el juego (una en Ibiza y dos en Oahu).
Las islas tienen nuevos desafíos y carreras para ganar dinero extra, y las carreteras de Oahu se han modificado para darle a la ubicación un aspecto nuevo, especialmente para aquellos que jugaron el juego anterior. Oahu también se ha renovado gráficamente para mantenerse actualizado para el nuevo juego y cada isla presenta un ciclo de 24 horas y un clima dinámico. El jugador puede viajar entre las dos islas conduciendo hasta el aeropuerto en una isla, donde una escena muestra al personaje despegando como pasajero en un avión y luego volando a la siguiente ubicación en la otra isla. Esta habilidad de viajar en avión debe desbloquearse alcanzando el nivel 10 en el juego. Los aeropuertos tienen interiores modelados que, como los concesionarios de automóviles y otras ubicaciones, permiten a los jugadores en línea interactuar con otros jugadores en línea en la misma ubicación. Con el lanzamiento del segundo DLC, el jugador también tiene la opción de cambiar instantáneamente de isla en lugar de ingresar al aeropuerto. Sin embargo, aún pueden elegir ingresar al aeropuerto si el jugador desea hacerlo.

### Banda sonora
El juego cuenta con dos estaciones de radio dentro del juego: RoadRock y Hariba Radio, cada una de las cuales transmite distintos géneros musicales. Las radios del juego cuentan con comentarios de presentadores de radio, así como anuncios ficticios entre las canciones.

## Vehículos y personalización
El juego ofrece una amplia variedad de vehículos que no dejarán indiferente a nadie, desde los clásicos y elegantes Mercedes-Benz, pasando por coches de lujo de la casa Ferrari hasta vehículos sólo aptos para los más adinerados fabricados por Aston Martin.
- Alfa Romeo Brera Italia Independent
- Alfa Romeo Mito QV
- Alfa Romeo 8C Competizione Spider
- Audi Q7 V12 TDI
- Audi R8 Quattro Tiptronic
- Audi RS6 Avant
- Audi S3
- Audi S5
- Audi TT RS Roadster
- Audi TT S
- Bugatti Veyron 16.4
- Bugatti Veyron 16.4 Grand Sport
- Chevrolet (GM) Camaro 2SS
- Citroën 2 CV
- Dodge Charger SRT8
- Dodge Viper SRT10
- Ford GT
- Ford Mustang GT
- Ford Mustang Fastback
- Gumpert Apollo Sport
- Hot Rod
- Hummer (GM) H3
- Koenigsegg CCXR Edition
- Lancia Delta integrale evoluzione
- Land Rover (Ford) Range Rover Sport
- Lotus Esprit S3
- McLaren MP4-12C
- Nissan 370Z
- Nissan GT-R
- Mercedes SLR Stirling Moss
- Pagani Zonda C12S Roadster
- Pagani Zonda Cinque
- Pagani Zonda F
- Pagani Zonda F Roadster
- RUF R TURBO
- RUF RGT
- RUF RK Spyder
- RUF RT12
- Saleen S5S
- Saleen S7 Twin Turbo Competition
- Shelby Cobra Daytona Coupé
- Spyker C8 Aileron Coupe
- Spyker C12 Zagato
- Spyker Pekin to Paris
- Subaru Impreza WRX STI 2007
- TVR Sagaris
- VolksWagen Beetle
- VolksWagen Golf(6) GTI
- VolksWagen Golf(6) GTD
- VolksWagen Touareg V10 TDI
- Wiesmann MF 3 Roadster
- Dodge Charger SRT8 Police – Ibiza
- Dodge Viper SRT10 Police – Ibiza
- Dodge Charger SRT8 Police – Hawaii
- Dodge Viper SRT10 Police – Hawaii
- Ferrari 308 GTS Quattrovalvole
- Ferrari 458 Italia
- Ferrari 612 Scaglietti
- Ferrari California
- Ferrari Dino 246 GTS
- Ferrari Enzo
- Ferrari F 430 Scuderia
- Ferrari F 599 GTB
- Ferrari F GTO
- Ferrari F430 Scuderia 16M
- Ferrari FXX Evolution
- Aston Martin DBS
- Aston Martin DB9
- Aston Martin DB9 Volante
- Aston Martin One-77 Concept
- Aston Martin V8 Vantage
- Aston Martin V12 Vantage

El jugador puede descubrir una gran variedad de opciones y mostrar su avatar personalizado tanto a amigos, como a rivales. Puede personalizar su vehículo con pintura personalizada, vinilos, interiores y tapicerías, así como cada aspecto de tu avatar, el pelo, la ropa, el físico y la actitud. Puede comprar la casa de sus sueños o un yate, y decorarlos a su gusto.

## Recepción
Test Drive Unlimited 2 recibió críticas "mixtas o promedio", calificándola de divertido y adictivo; aunque dijo que la conducción era un poco rara y difícil de aprender, según el agregado de reseñas Metacritic. [ 7 ] [ 8 ] [ 9 ]
Destin Legarie de Destructoid dio una reseña negativa del juego, otorgándole una puntuación de 4 sobre 10 y comentó que Test Drive Unlimited 2 estaba "rodeado de un mundo lleno de errores, una jugabilidad con fallos y una mecánica central que no funciona". [ 10 ]
Oli Welsh, de Eurogamer, le dio al juego una puntuación de 7 sobre 10. En su reseña, Welsh calificó a Unlimited 2 de "escapismo fantástico", elogiando la atmósfera y los componentes multijugador. Por otra parte, criticó la temática, comentando que "para un juego tan obsesionado con la imagen y el estilo de vida, TDU2 es hilarantemente, aunque entrañablemente, poco cool" y concluyó que "es una pena que a veces necesite escapar de sí mismo". [ 11 ]
Rory Manion de GameSpy le dio al juego una puntuación de 2,5 de 5 estrellas. Comparó el título con otros juegos de carreras modernos: "¿Quieres carreras emocionantes? Hazte con Need for Speed: Shift, Burnout Paradise o Need for Speed: Hot Pursuit. ¿Quieres el mejor modelo de conducción? Gran Turismo. ¿La mejor personalización de coches? Las insignificantes tiendas de pegatinas de TDU2 no se comparan con Forza Motorsport 3". [ 14 ]
Ryan Clements de IGN se sintió decepcionado con el juego y le calificó como mediocre debido a múltiples fallos con los servidores, los modelos 3D de los personajes cual calificó de horribles y mal moldeados, actuación de voz pésima, un argumento plano, sin sentido y horrible y también calificó la conducción de los vehículos como extraña y difícil de maniobrar, una jugabilidad torpe, entre otros defectos. [ 15 ]
Según BigBen Interactive, en diciembre de 2016 las ventas estimadas de Test Drive Unlimited 2 se estimaron en aproximadamente 1,8 millones de unidades vendidas. [ 18 ]

### Problemas técnicos
En el lanzamiento, el juego sufrió una serie de bugs recurrentes, particularmente en PC, que pueden afectar seriamente la jugabilidad y que llevaron al estudio a deshabilitar la funcionalidad multijugador debido a problemas de conexión y servidor. [ 19 ] [ 20 ] Los problemas generales incluyeron: apagones del servidor, conexiones caídas repetidamente, incapacidad para agregar amigos en el juego y muchas otras funciones en línea anunciadas que funcionaban mal o no funcionaban en absoluto. Se han lanzado varios parches para resolver los problemas, [ 21 ] así como varios paquetes de contenido descargables gratuitos o de pago y elementos individuales (es decir, nuevas misiones, autos). La descarga inicial es gratuita, pero los vehículos virtuales tienen un costo en el mundo real en forma de 'tokens' del juego que se pueden obtener con dinero real. Para la versión para PC del juego, el precio se estableció en 80 tokens Atari cada uno y la cantidad más pequeña de 'tokens Atari' disponibles para comprar es un paquete de 400 tokens por US$5.
Se han reportado muchos errores en el juego y en todas las plataformas de juego para las que se lanzó el juego. Estos incluyen, entre otros: un problema de archivos de juego guardados corruptos que finalmente obliga al jugador a perder todos los activos acumulados en el juego y el progreso actual al tener que comenzar el juego de nuevo con un perfil recién creado. También se informan con frecuencia problemas con las funciones multijugador, como que los jugadores no pueden conectarse entre sí. Estos problemas del servidor también impiden que cualquiera intente iniciar el juego en "modo conectado" o conectado a Xbox Live o PlayStation Network. Se ha lanzado un parche para solucionar algunos de estos problemas, incluida la activación de la función Club, que se deshabilitó para corregir vulnerabilidades en el sistema. [ 22 ] El mismo día que se lanzó el parche para PC, Atari envió parches de consola tanto a Microsoft como a Sony para su aprobación. [ 23 ]
El 10 de marzo de 2011, Atari anunció que las correcciones de corrupción de partidas guardadas para PlayStation 3 y Xbox 360 se implementarían al día siguiente. Sin embargo, al igual que sucedió con la versión anterior de Test Drive Unlimited , los parches nunca parecieron ser completamente exitosos a la hora de abordar los problemas y corregir los fallos y errores encontrados por los jugadores.
A fecha de 8 de octubre de 2012, los jugadores de todas las plataformas seguían informando de problemas. Atari también declaró que habría parches adicionales disponibles para ambas consolas el 14 de marzo de 2011. [ 24 ] Después de esta actualización, los usuarios de Xbox 360 empezaron a tener problemas con la red y el servidor. El parche para PlayStation 3 se lanzó tres días después, dando acceso a MyTDULife y Clubs.

## Requisitos mínimos
- Sistema operativo: Windows XP SP2, Vista SP2, Windows 7
- Procesador: Intel Core 2 Duo 2,2 GHz o AMD Athlon X2 4400+
- RAM: 1 GB
- Video: Nvidia GeForce 8800/ATI Radeon HD 3870
- Sonido: compatible con DirectX 9.0c
- Disco duro: 14 GB
- Periféricos: mando de 10 botones como el Mando Xbox 360 o Logitech Dual-Action
- Otros: requiere una conexión a Internet de banda ancha y Microsoft .NET 3.5

## Requisitos recomendados
- Sistema operativo: Windows XP SP2, Vista SP2, Windows 7
- Procesador: Intel Core 2 Duo 2,2 GHz o AMD Athlon X2 4400+
- RAM: 4 GB
- Video: Nvidia GeForce GTX 280/ATI Radeon HD 4870
- Sonido: compatible con DirectX 9.0c
- Disco duro: 14 GB
- Periféricos: mando de 10 botones como el Mando Xbox 360 o Logitech Dual-Action
- Otros: requiere una conexión a Internet de banda ancha y Microsoft .NET 3.5

## Reinicio y continuación
El 7 de julio de 2020 se anunció un tercer juego de Test Drive Unlimited, conocido oficialmente como Test Drive Unlimited Solar Crown. A diferencia de los dos juegos anteriores, este está siendo desarrollado por Kylotonn (bajo el nombre de KT Racing) y publicado por Nacon. La ubicación del juego está programada para tener lugar en la isla de Hong Kong y luego se expandirá a Ibiza el 24 de diciembre de 2024, luego de la actualización de la segunda temporada del juego. El juego se lanzó el 12 de septiembre de 2024.